# Liste der Landherren der Geestlande

Hamburger Landgebiet nach 1830:
Vorstädte St. Pauli und St. Georg
Landherrenschaft der Geestlande
Landherrenschaft der Marschlande
Amt Bergedorf (bis 1867 gemeinsam mit Lübeck)
nicht im Bild: Amt Ritzebüttel (hamburgische Exklave an der Elbmündung)

Die Liste der Landherren der Geestlande enthält die Hamburger Landherren von 1831 an. In diesem Jahr wurde die Landherrenschaft aus mehreren Territorien gebildet.
Ab 1886 waren die Landherren der Geestlande identisch mit denen der Marschlande. Ab 1922 gab es nur noch einen Landherren (sowie seinen Stellvertreter) für alle vier Landherrenschaften.

## Liste der Landherren von 1831 bis 1938
| Jahr(e)   | Erster Landherr                               | Zweiter Landherr                                |
| --------- | --------------------------------------------- | ----------------------------------------------- |
| 1831      | Amandus Augustus Abendroth                    | Martin Hieronymus Schrötteringk                 |
| 1832–1835 | Christian Daniel Benecke                      | Ferdinand Schwartz                              |
| 1836–1838 | Christian Daniel Benecke                      | Heinrich Kellinghusen                           |
| 1839      | Christian Matthias Schröder                   | Heinrich Kellinghusen                           |
| 1840–1842 | Christian Matthias Schröder                   | Johann Georg Mönckeberg                         |
| 1843      | Christian Matthias Schröder                   | Martin Johan Jenisch                            |
| 1844      | Christian Matthias Schröder                   | Hinrich Schmidt                                 |
| 1845–1846 | Hinrich Schmidt                               | Eduard Sthamer                                  |
| 1847–1852 | Hinrich Schmidt                               | Peter Siemsen                                   |
| 1853–1854 | Peter Siemsen                                 | Eduard Sthamer                                  |
| 1855–1860 | Eduard Sthamer                                | Ascan Wilhelm Lutteroth                         |
| 1861      | Adolph Tesdorpf                               | Alfred Rücker                                   |
| 1862      | Adolph Tesdorpf                               | Hermann Anthony Cornelius Weber                 |
| 1863–1864 | Adolph Tesdorpf                               | Johannes Georg Andreas Versmann                 |
| 1865      | Gustav Heinrich Kirchenpauer                  | Johannes Georg Andreas Versmann                 |
| 1866      | Gustav Heinrich Kirchenpauer                  | Peter Heinrich Wilhelm Groſsmann a              |
| 1867      | Franz Ferdinand Eiffe                         | Carl Philipp Ferdinand Möring                   |
| 1868      | Franz Ferdinand Eiffe                         | Emil von Melle                                  |
| 1869–1871 | Franz Ferdinand Eiffe                         | Charles Ami de Chapeaurouge                     |
| 1872–1873 | Charles Ami de Chapeaurouge                   | William Henry O’Swald                           |
| 1874–1875 | Charles Ami de Chapeaurouge                   | Georg Ferdinand Kunhardt                        |
| 1876      | Charles Ami de Chapeaurouge                   | Johann Friedrich Thomas Stahmer                 |
| 1877      | Charles Ami de Chapeaurouge                   | Johann Georg Mönckeberg                         |
| 1878–1885 | Charles Ami de Chapeaurouge                   | Peter Heinrich Wilhelm Groſsmann                |
| 1886      | Charles Ami de Chapeaurouge                   | Johann Heinrich Burchard                        |
| 1887–1892 | Charles Ami de Chapeaurouge                   | Conrad Hermann Schemmann                        |
| 1893      | Conrad Hermann Schemmann                      | Otto Wilhelm Mönckeberg                         |
| 1894–1900 | Conrad Hermann Schemmann                      | Max Predöhl                                     |
| 1901–1903 | Conrad Hermann Schemmann                      | Werner von Melle                                |
| 1904–1908 | Gottfried Friedrich Heinrich August Holthusen | Werner von Melle                                |
| 1909–1910 | Gustav Friedrich Carl Johann Sthamer          | Werner von Melle                                |
| 1911–1912 | Gustav Friedrich Carl Johann Sthamer          | Emil Max Gotthold Augustus Mumsſen b            |
| 1913–1918 | Justus Hermann Ludwig Matthias Strandes       | Emil Max Gotthold Augustus Mumsſen              |
| 1919–1920 | Justus Hermann Ludwig Matthias Strandes       | Carl Wilhelm Petersen                           |
| 1921      | Heinrich Wilhelm Johannes Stubbe              | Carl Wilhelm Petersen                           |
| 1922–1924 | Heinrich Wilhelm Johannes Stubbe              | Walter August Matthaei                          |
| 1925      | Heinrich Wilhelm Johannes Stubbe              | Staatsrat J. Daniel Krönig                      |
| 1926–1928 | Heinrich Wilhelm Johannes Stubbe              | Hermann Carl Felix Vering                       |
| 1929–1931 | Heinrich Wilhelm Johannes Stubbe              | Franz Heinrich Witthoefft                       |
| 1932–1933 | Rudolf Adolf Wilhelm Ross                     | Paul Henri Adolph Wilhelm Franz de Chapeaurouge |
| 1933–1938 | Senator a. D. Philipp Klepp                   | Senator a. D. Philipp Klepp                     |